# Dante Méndez
Dante Méndez (... – 12 ottobre 2009) è stato un allenatore di pallacanestro uruguaiano.

## Carriera
Ha guidato l'Uruguay ai Campionati mondiali del 1963.